# ヤンキール・フェルナンデス
ヤンキール・フェルナンデス（Yanquiel Fernández, 2003年1月1日 - ）は、キューバのラ・アバーナ州ハバナ出身のプロ野球選手（外野手）。左投左打。MLBのコロラド・ロッキーズ所属。

## 経歴
2019年にキューバから亡命し、アマチュア・フリーエージェントでコロラド・ロッキーズと契約してプロ入り。
2021年、傘下のルーキー級ドミニカン・サマーリーグ・ロッキーズでプロデビュー。54試合に出場して打率.333、6本塁打、34打点を記録した。
2022年はA級フレズノ・グリズリーズでプレーし、112試合に出場して打率.284、21本塁打、109打点、5盗塁を記録した。
2023年はA級フレズノ、A+級スポケーン・インディアンス、AA級ハートフォード・ヤードゴーツでプレーし、3チーム合計で117試合に出場して打率.265、25本塁打、92打点、1盗塁を記録した。また、7月にはオールスター・フューチャーズゲームのナショナルリーグ選抜に選出された。オフの11月14日にルール5ドラフトでの流出を防ぐために40人枠入りした。
2024年はAA級ハートフォードとAAA級アルバカーキ・アイソトープスでプレーし、2チーム合計で122試合に出場して打率.262、12本塁打、64打点、1盗塁を記録した。
2025年はAAA級アルバカーキで開幕を迎えた。7月1日にメジャー初昇格を果たすと、翌2日のヒューストン・アストロズ戦にて「8番・右翼手」で先発出場してメジャーデビュー（この試合での結果は3打数無安打）。

## 詳細情報

### 記録
MiLB
- オールスター・フューチャーズゲーム選出：1回（2023年）

### 背番号
- 35（2025年 - ）